# Ramsauer Bach (Sur)
Der Ramsauer Bach ist ein Fließgewässer im Gebiet der Marktgemeinde Teisendorf im oberbayerischen Berchtesgadener Land.

## Verlauf
Der Ramsauer Bach entsteht im Höglwörther See, den er verlässt und sich in weitgehend südwärtigem, teilweise ausladend kurvigem Verlauf bis nach Teisendorf bewegt, um dort von rechts und Süden in die Sur zu münden.